# Meredith Baxter
Pour les articles homonymes, voir Meredith (prénom).
Meredith Baxter, née le 21 juin 1947 à South Pasadena, en Californie (États-Unis), est une actrice américaine.

## Biographie
Meredith Baxter est connue principalement pour son rôle de mère de famille dans la sitcom Sacrée Famille (Family Ties), aux côtés de Michael J. Fox. Cette série télévisée des années 1980 met en scène un couple d'anciens hippies face à leurs enfants conservateurs et républicains.
Mariée et divorcée trois fois, mère de cinq enfants, Meredith Baxter vit avec sa partenaire Nancy Locke depuis 2005.
En 2011, elle écrit Untied où elle raconte ses mémoires. Le livre intègre la New York Times Best Seller list.

## Filmographie

### Cinéma
- 1972 : Stand Up and Be Counted : Tracy
- 1972 : Ben : Eve Garrison
- 1976 : Les Hommes du président (All the President's Men) : Debbie Sloan
- 1976 : Bittersweet Love : Patricia
- 1990 : Jezebel's Kiss : Virginia De Leo
- 1999 : Elevator Seeking : Ann
- 2003 : Lune de miel en enfer (Devil's Pond) : Kate
- 2005 : Paradise, Texas : Liz Cameron
- 2005 : The Mostly Unfabulous Social Life of Ethan Green : Harper Green

### Télévision

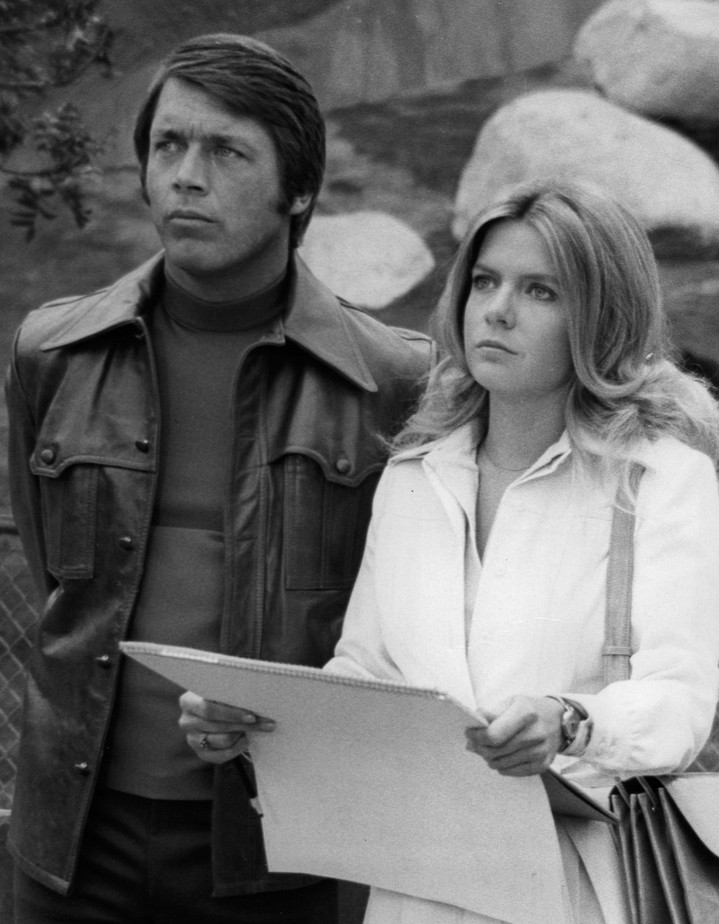
Meredith Baxter et Chad Everett sur le tournage de la série Medical Center en 1975.

- 1972 : Bridget Loves Bernie : Bridget Fitzgerald Steinberg
- 1973 : The Invasion of Carol Enders : Carol Enders
- 1973 : The Cat Creature : Rena Carter
- 1974 : The Stranger Who Looks Like Me (en) : Joanne Denver
- 1974 : Young Love : April
- 1975 : Target Risk : Linda Flayly
- 1975 : The Impostor : Julie Watson
- 1975 : La Nuit qui terrifia l'Amérique (The Night That Panicked America) : Linda Davis
- 1976 : The November Plan : Mary Kingston
- 1976 : Family : Nancy Lawrence Maitland (1976-1980)
- 1978 : Les Quatre Filles du docteur March (Little Women) : Meg March
- 1979 : The Family Man : Mercedes Cole
- 1980 : La Plantation (Beulah Land) : Lauretta Pennington
- 1981 : Vanities : Joanne
- 1981 : The Two Lives of Carol Letner : Carol Letner
- 1982 : Tentez votre chance (Take Your Best Shot) : Carol Marriner
- 1985 : The Rape of Richard Beck : Barbara McKee
- 1985 : Family Ties Vacation : Elyse Keaton
- 1986 : Kate's Secret : Kate Stark
- 1987 : The Long Journey Home : Maura Wells
- 1988 : The Diaries of Adam and Eve : Eve
- 1988 : Winnie : Winnie
- 1989 : She Knows Too Much : Samantha White
- 1990 : The Kissing Place : Florence Tulane
- 1990 : Liaison brûlante (Burning Bridges) : Lynn Hollinger
- 1991 : Bump in the Night : Martha 'Red' Tierney
- 1991 : La Vengeance d'une mère (A Mother's Justice) : Lila
- 1992 : Jusqu'à ce que la mort nous sépare (A Woman Scorned: The Betty Broderick Story) : Betty Broderick
- 1992 : Her Final Fury: Betty Broderick, the Last Chapter : Betty Broderick
- 1993 : Darkness Before Dawn : Mary Ann Guard
- 1993 : Other Mothers : Paula
- 1994 : Les Liens de l'amour (For the Love of Aaron) : Margaret Gibson
- 1994 : One More Mountain : Margaret Reed
- 1994 : My Breast : Joyce Wadler
- 1995 : Mensonges et Trahison (Betrayed: A Story of Three Women) : Amanda Nelson
- 1996 : The Faculty (en) : Flynn Sullivan (13 épisodes)
- 1996 : After Jimmy (en) : Maggie Stapp
- 1997 : Dog's Best Friend : Cow (voix)
- 1997 : L'Héritière (The Inheritance) : Beatrice Hamilton
- 1997 :  Ce que vivent les roses : D.A. Kerry McGrath
- 1997 : Miracle in the Woods : Sarah Weatherby
- 1999 : Par miracle (Holy Joe) : Annie Cass
- 1999 : Vengeance maternelle (Down Will Come Baby) : Leah Garr
- 1999 : La Croisée des chemins (Miracle on the 17th Green) : Susan McKinley
- 2000 : The Wednesday Woman : Muriel Davidson
- 2001 : La Route de la liberté (Aftermath) : Carol
- 2001 : Un accident tragique (A Mother's Fight for Justice) : Terry Stone
- 2001 : Le Crime de l'Orient-Express (Murder on the Orient Express) : Mrs. Caroline Hubbard
- 2002 : Le Visiteur de Noël (A Christmas Visitor) : Carol Boyajian
- 2004 : Le Fantôme de Noël (Angel in the Family) : Lorraine
- 2005 : The Closer : L.A. enquêtes prioritaires : Députée Simmons (Saison 1 épisode 6)
- 2006 : Brothers & Sisters : Margaret Packard
- 2006 - 2007 : Cold Case : Affaires classées : Ellen Rush
- 2007 : What About Brian : Frankie
- 2008 : News Movie (The Onion Movie) : Cooking Show Chef
- 2009 : Le Carnet des regrets (Bound by a Secret) : Ida Mae
- 2009 : Les Griffin : Elyse Keaton
- 2009 : Brothers
- 2010 : Airline Disaster : Président Harriet Franklin
- 2012 : La Liste du Père Noël (Naughty or Nice) : Carol Kringle
- 2013 : Le Ranch de la vengeance (Shadow on the Mesa) : Emily Rawlins
- 2013 : Le Rôle de sa vie (Reading Writing & Romance) : Elaine
- 2013 : Glee : Liz (épisode 22)
- 2014 : Les Feux de l'amour : Maureen Russel
- 2015 : Profession Père Noël (Becoming Santa) : Jessica Claus
- 2020 : Noël dans les vignes : Carla Kilgore